# Adesmia lanata
Adesmia lanata är en ärtväxtart som beskrevs av Joseph Dalton Hooker. Adesmia lanata ingår i släktet Adesmia och familjen ärtväxter. Inga underarter finns listade i Catalogue of Life.